# Ophiomusium corticosum
Ophiomusium corticosum är en ormstjärneart som beskrevs av George Richard Lyman 1878. Ophiomusium corticosum ingår i släktet Ophiomusium och familjen Ophiolepididae. Inga underarter finns listade i Catalogue of Life.